# Jezerska Kočna

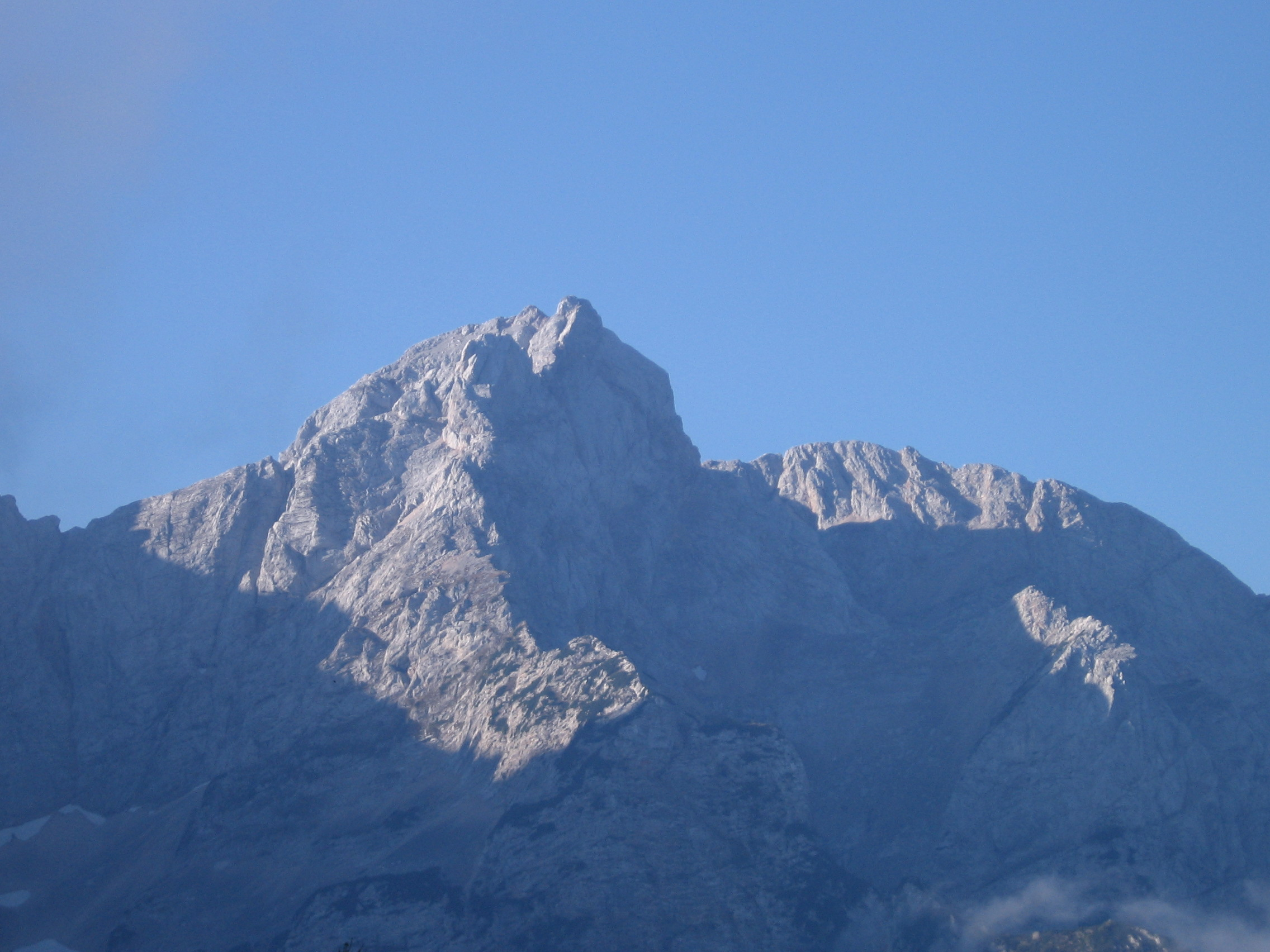
Jezerska Kočna z Jenkova planina

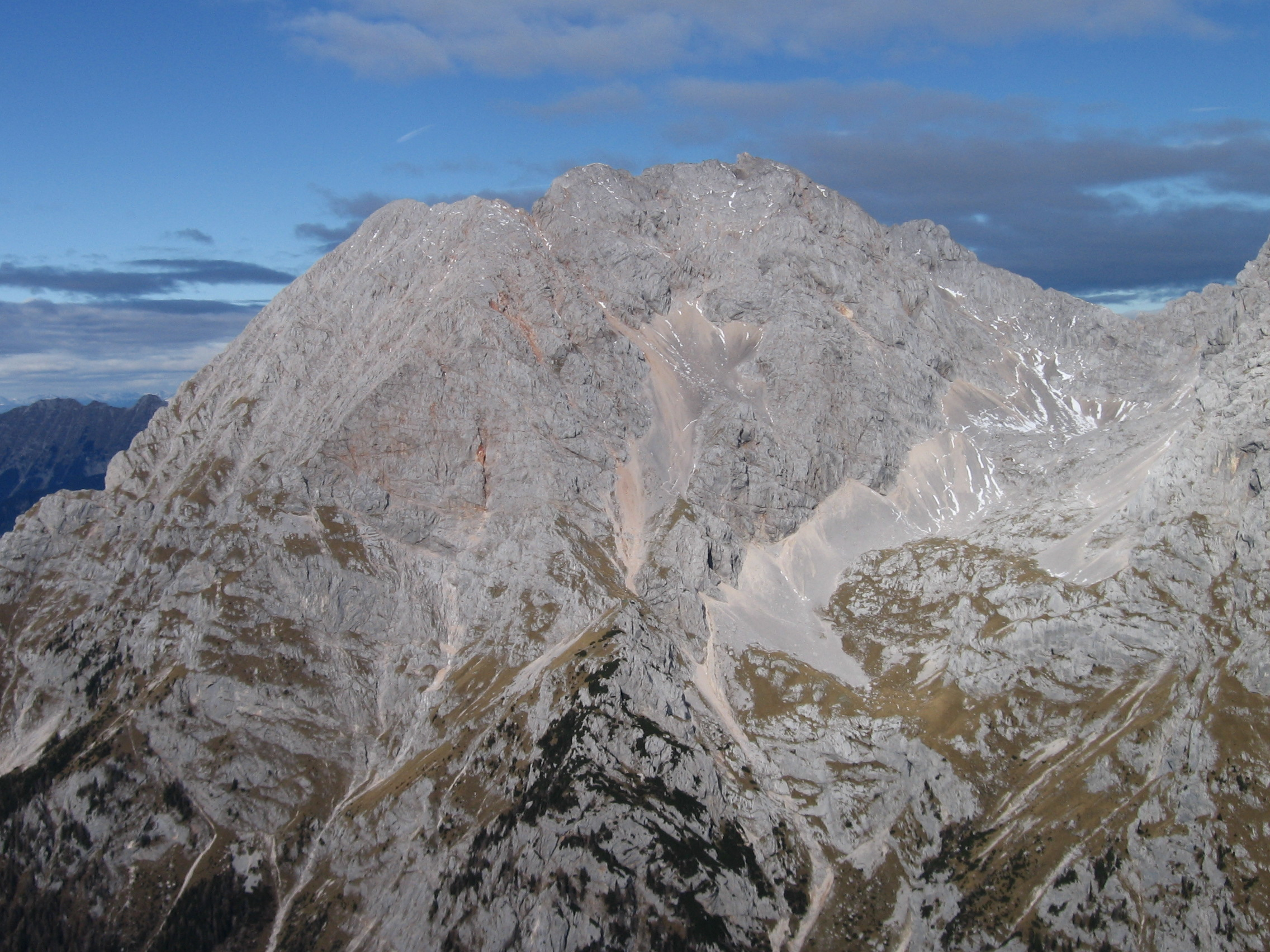
Kočna z Kalšského hřebene

Jezerska Kočna (německy Seeländer Kotschna) je skalnatý vápencový vrchol tyčící se 2 000 m nad údolím řeky Kokra v Kamnicko-Savinjských Alpách na severu Slovinska. Při pohledu z obce Jezersko se vrchol Jezerska Kočna prezentuje jako strmá, skalnatá a divoce rozeklaná hora s třemi téměř stejně vysokými vrcholy: Jezerska Kočna (v jejich středu, 2 540 m), Kokrska Kočna (2 520 m) a Na Križu (2 484 m). Jezerska Kočna leží v západní části pohoří. Vrcholové partie jsou zbarveny načervenalým vápencem a jsou narušeny mnoha skalními sesuvy. Kočna je druhý nejvyšší vrchol Savinjských Alp.

## Okolí
Místní obyvatelé[kdo?] říkají že Jezerska Kočna a Grintovec (nejvyšší vrchol pohoří) jsou jako manželský pár. Kočna je široká, dobře živená žena. Grintovec (též Grintavec) je pak hubený a vysoký muž. Zajímavý fenomén oblasti je také nejvyšší vodopád Slovinska. Jedná se o vodopád Čedca na severní straně Kočny, 138 m vysoký. Jeho prameny jsou chudé, a proto obvykle lze spatřit jen malé proudy vody padající ze skály.

### Sídla
- Jezersko (906 m)
- Kamnik (379 m)
- Kamniška Bistrica (601 m)
- Preddvor (478 m)

## Turistika
Výstup na Kočnu vede ze všech stran s velkým převýšením. Údolí řeky Kokry v jeho podhůří je o 2 000 metrů níže. Na severní straně, na terase nad údolím Kokry, je turistické letovisko Jezersko, se známým Planšarským jezerem jako hlavní atrakcí, ležící ale ještě téměř 1 000 metrů nad mořskou hladinou. Kočna je v první řadě hora oblíbená u turistů. To, že postrádá pevné skalní stěny, z ní dělá méně populární cíl horolezců. Na vrchol nevedou žádné snadné cesty. Všechny jsou uměle zabezpečeny.
Jezersko je domovem slavné rodiny Karničar. Otec byl dlouho chatařem na horské chatě Češka koča a všechny jeho děti jsou dobří horolezci a lyžaři. Davo Karničar jako první na světě sjel na lyžích Mount Everest z vrcholu až do základního tábora (7. října 2000).

### Výstupy na vrchol
- 4½ – 5 hodin: z údolí Kokry, po cestě Suhadolnikova pot
- 3¼ hodiny: z chaty Češka koča (1 542 m), po cestě Kremžarjeva pot (transverzála)
- 3½ hodiny: z chaty Coizova koča (1 793 m), přes Dolce
- 1¾ hodiny: z vrcholu Grintovec, po cestě zvané Špremova pot (transverzala)

### Turistické cesty
- Jihovýchod – tento výstup je dlouhý, s velkým výškovým rozdílem (z 900 m do 2 540 m) a také chata (Cojzova koča) je docela vzdálená od vrcholu Kočna. Na chatu je přístup ze dvou stran. Z doliny Kamniška Bystrica a ze západu ze Suhi dol. Od chaty potom do sedla Dolška Škrbina (2317 m) a podél svérázného zajištění (plazení pod skalním převisem) na vrchol. Délka: Ze statku Suhadolnik (902 m) asi 5 hodin na vrchol. Od Domu v Kamniški Bystrici (600 m) 6 hodin na vrchol.
- Sever – z obce Jezersko nejprve stoupání na chatu Češka koča (1 543 m). Odtud přes sutiny Zgornje Ravni a k západu po cestě Kremzarova pot (ferrata obtížnosti C) po hraně v hlavního hřebene do sedla Dolška Škrbina (2 317 m). Ze sedla stejnou cestou jako u předešlé cesty přes několik zajištěných prahů na velmi malý vrchol (pojme jen asi 5 lidí). Délka: z obce Jezersko asi 5 hodin na vrchol.
- Jih – přímá jižní cesta stoupá přímo z doliny Suhi dol. Oficiálně zde žádná cesta nevede, jen náznaky malé stezky na nějakých místech. Tato cesta je velmi strmá, obtížná na orientaci, málo chozená a je na ní hodně míst obsahujících lehčí lezení. V horní části cesty je opět ferrata obtížnosti C.

### Horolezecké a alpinistické cesty
- Severozápadní hřeben – dlouhý a hezký výstup, který končí na vrcholu Veliki vrh. Obtížnost III. UIAA. V Oltarji (vrchol v severozápadním hřebeni) je pár krátkých, ale těžkých horolezeckých cest.
- Východní srázy – na Kočnu nevede žádná normální, snadná cesta pro skialpinisty. Lyžování je možné směrem k východu, do údolí Dolci (v horní části velmi těžké, některé sekce jsou až obtížnosti S4. Dále je obtížné najít sjezdovou pasáž dolů do doliny Suhi dol.
- Povnova dolina – velmi těžká skialpinistická a lezecká trasa, zvláště exponovaná ve spodní části a na ještě více na vrcholu. Skalní lezení je místy až IV. UIAA, lyžařská část obsahuje sekce o obtížnosti S5. Převýšení při sjezdu je 1 200 m.

## Češka Koča

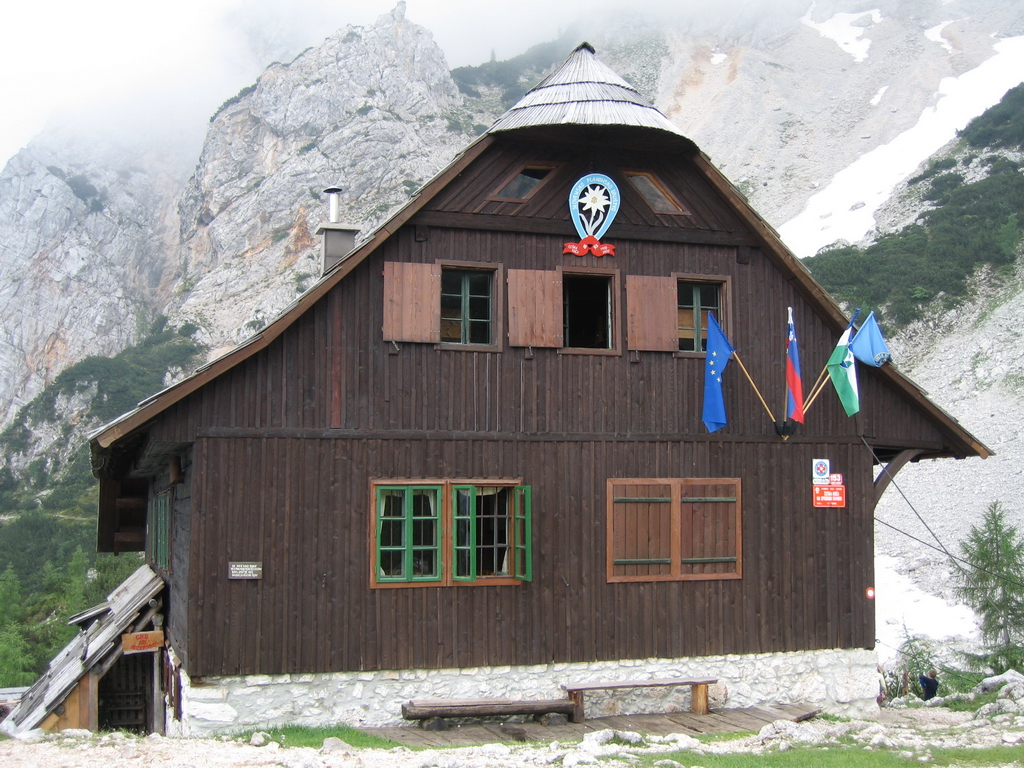
Chata Češka Koča

Mezi skalami v kosodřevině se nachází pod severními srázy Jezerske Kočny horská chata Češka Koča (1 542 m). Je postavena na dně skalního kotle Spodnje Ravni pod půlkruhem skalnatých obrů – Kočny Grintovce, Dolgeho hrbetu, Rinky a Baby. Chata samotná má pro Čechy zajímavou minulost. Byla postavena ze sbírek Pražského odboru Slovinského planinského družstva. V roce 1898 proběhly přípravné práce. V červnu roku 1900 byla zahájena stavba a v srpnu téhož roku byla chata dohotovena. Měla (a dodnes má) podobu české roubené chalupy. Na chatě jsou zachovány památky na české působení v těchto horách. Otevřená je od poloviny června do konce září. V šesti pokojích je 40 lůžek a ve společné noclehárně (lager) dalších 30 lůžek. V blízkosti chaty je pramen vody a posezení.